# Bankesia montanella
Bankesia montanella is een vlinder uit de familie zakjesdragers (Psychidae). De wetenschappelijke naam van deze soort is voor het eerst geldig gepubliceerd in 1899 door Walsingham.
De soort komt voor in Europa.